# Hyacinthe-Marie Cormier
Blahoslavený Hyacinthe-Marie Cormier (8. prosince 1832, Orléans – 17. prosince 1916, Řím) byl francouzský římskokatolický kněz, člen a 76. magistr Řádu bratří kazatelů. Katolická církev ho uctívá jako blahoslaveného.

## Život
Narodil se 8. prosince 1832 v Orléans jako Louis-Stanislas-Henri Cormier do rodiny obchodníků. Jeho otec zemřel, když byl velmi mladý. Vychovávala ho jeho matka. Jeho jediný bratr Eugène žil u svého strýce, který byl knězem. Eugène brzy zemřel.
Počáteční vzdělání získal doma. Poté studoval u Školských bratří. Roku 1846 vstoupil do nižšího semináře orleánské diecéze. Jako student vynikal v literatuře a hudbě. Hrál na flažolet, varhany, ofiklejdu a také zpíval. Jeho nadšení pro hudbu si uchoval po celý svůj život. Ferenc Liszt po poslechu jeho hraní na varhany o něm prohlásil, že je mistrem umění.
Po nižším semináři pokračoval do vyššího semináře, který vedli Kněží svatého Sulpicia. Jako seminarista vstoupil do Třetího řádu svatého Dominika. Dne 17. května 1856 byl biskupem Félixem Dupanloupem vysvěcen na kněze. Cormier dostal výjimku svěcení, kvůli svému nízkému věku. V této době se rozhodl pro vstup do řádu dominikánů.
Po vysvěcení vstoupil ve stejný rok do noviciátu řádu dominikánů v Flavigny-sur-Ozerain. Dne 29. června 1856 přijal hábit a jméno Hyacinthe-Marie. V tomto období trpěl chronickým krvácením. Z důvodu tohoto onemocnění bylo zvažováno jeho opuštění kláštera a nesložení věčných slibů. Mistr řádu Alexandre Vincent Jandel po návštěvě kláštera ve Flavigny si Cormiera tolik oblíbil, že požádal zvláštní povolení od Svatého stolce. Papež Pius IX. rozhodl tak, že před složením slibů nesmí celý měsíc krvácet. Cormier vydržel nekrvácet 29 dní. Poté představení řádu rozhodli o jeho připuštění ke složení věčných slibů. Věčné sliby složil 23. května 1859 v klášteře sv. Sabiny v Římě. Po složení slibů byl poslán na léčení do Eaux-Bonnes.
Nakonec se vrátil do Říma, kde se stal podpřevorem u sv. Sabiny. Roku 1863 byl jmenován novicmistrem konventu v Corbaře na Korsice a krátce na to jeho převorem. Roku 1865 se vrátil do rodné Francie, kde byl jmenován provinciálem dominikánů v Toulouse. Tohoto úřadu se ujal 23. října 1865. Poté byl jmenován převorem konventu v Marseilles a roku 1878 znovu provinciálem. Tento post vykonával až do roku 1888. Roku 1891 se stal definitorem dominikánů v Lyonu. Tato funkce netrvala dlouho a novým definitorem byl zvolen pozdější kardinál Andreas Frühwirth. Ten mu udělil čestný titul provinciála Svaté země. Roku 1896 byl zvolen generálním prokurátorem řádu.
Roku 1873 založil v Auchu kongregaci sester dominikánek sv. Kateřiny Sienské.
Roku 1899 jej chtěl papež Lev XIII. jmenovat kardinálem, což politická situace ve Francii nedovolila.
Dne 21. května 1904 byl jednoznačně zvolen 76. magistrem řádu. Tuto funkci zastával až do své smrti. Zasloužil se pro znovuobnovení zaniklých dominikánských provincií např. 14. září 1905 byla obnovena česká dominikánská provincie.
Zemřel 17. prosince 1916 v Římě.

## Proces blahořečení
Jeho proces blahořečení byl zahájen 22. června 1945 v diecézi Řím. Dne 14. května 1983 uznal papež sv. Jan Pavel II. jeho hrdinské ctnosti.
Dne 19. října 1993 uznal papež zázrak uzdravení na jeho přímluvu. Blahořečen byl 20. listopadu 1994. Ve stejný den byla spolu s ním blahořečena i dominikánská řeholnice Agnès Galand, kterou vnímal jako svůj velký vzor a byl jejím velkým ctitelem.